# Варикаш, Викентий Михайлович
Варикаш Викентий Михайлович (9 августа 1931 — 17 октября 1992) — белорусский учёный-физик, доктор физико-математических наук, профессор.

## Биография
Викентий Михайлович Варикаш родился 9 августа 1931 года. в деревне Саломерка (Молодечненский район, Минская область).
В 1950 году окончил Дубравскую среднюю школу и поступил на физико-математический факультет Минского педагогического института имени А. М. Горького, который закончил в 1954 году.
Преподавал физику в Мядельской средней школе, с 1956 года —в Городокской средней школе (Молодечненский район). Был приглашён на должность ассистента кафедры в Полоцкий педагогический институт.
В 1958 году В. М. Варикаш поступил в аспирантуру Института физики АН БССР. По окончании аспирантуры защитил диссертацию на соискание ученой степени кандидата физико-математических наук на тему: «Изучение процессов кристаллизации изучения физических свойств в точке Кюри триглицинсульфата и триглицинселената».
В 1964 году назначен старшим научным сотрудником Института физики твердого тела и полупроводников АН БССР.
С 1968 года — доцент кафедры физики Минского радиотехнического института.
В 1970 г. — заведующий кафедрой физики Минского радиотехнического института.
В 1977—1979 годах — старший научный сотрудник, с 1979 по 1984 г. снова на посту заведующего кафедрой физики.
В 1985 году В. М. Варикаш защитил докторскую диссертацию по теме «Макроскопические свойства сегнетоэлектрических кристаллов с фазовыми переходами типа „порядок-беспорядок“».

## Научная деятельность
В. М. Варикаш является одним из организаторов исследований по выращиванию и использованию сегнетоэлектрических кристаллов. Под его руководством впервые в СССР были выращены многие полярные кристаллы и открыты новые сегнетоэлектрики. Проводил работы по технологии выращивания сегнетоэлектриков и изучению влияния внешних воздействий на их свойства. Автор около 290 научных работ, 10 изобретений, 25 опубликованных книг и учебников, известных далеко за пределами Белоруссии. В. М. Варикаш многократно участвовал своими статьями в создании Белорусской энциклопедии.

### Основные публикации
- Избранные задачи по физике с решениями / В. М. Варикаш, М. С. Цедрик. — 3-е изд., стер. — Минск: Высшая школа, 1967. — 268 с.: ил., табл.
- Физика в живой природе: книга для учащихся / В. М. Варикаш, Б. А. Кимбар, И. М. Варикаш. — 2-е изд., доп. — Минск: Народная асвета, 1984. — 127 с.: ил.
- Руководство к решению задач по общей физике — Мн., 1995 (вместе с М. С. Цедриком).
- Сборник задач по статистической физике: [учеб. пособие для студентов радиотехн. специальностей вузов] / Варикаш В. М., Болсун А. И., Аксёнов В. В. — Минск: Вышэйшая школа, 1979. — 220 с.; 2-е изд. — Москва: Едиториал УРСС, 2004. — 224 с.
- Экспериментальное наблюдение термополяризационного эффекта в пьезоэлектриках (КДР)/ К. М. Нуриева, А. К. Таганцев, В. А. Трепаков, В. М. Варикаш // ФТТ.-1989.-Т. З.-1.-С. 130—134.